# Iias沖縄豊崎
イーアス沖縄豊崎（イーアスおきなわとよさき、英: iias OKINAWA TOYOSAKI）は、沖縄県豊見城市豊崎に存在する大型ショッピングセンターである。運営は大和ハウスグループの大和ハウスリアルティマネジメント株式会社。2020年6月19日に開業した。
キャッチコピーは「ときどき・ドキドキ・とよさき」。

## 概要
豊崎タウンの海岸部、美らSUNビーチの前に立地しており、日本最南端の大型商業施設となる。
沖縄県内の商業施設における店舗面積としては、イオンモール沖縄ライカム、サンエー浦添西海岸 PARCO CITYに次いで三番目の大きさとなる。
施設が海に近いことから、オーシャンビューを活かして海岸側にある飲食店のテナントは屋外に設置されており、海を眺めながら食事が楽しめる作りになっている。
また、大型商業施設に入居するテナントとしては数少ない、水族館も施設内に併設されている。
近隣には、同じく大和ハウスリアルティマネジメントが運営しているアウトレット型商業施設、沖縄アウトレットモール・あしびなーが営業しており、両店舗間で利用可能な共通ポイントカードの発行や、無料シャトルバスの運行など、店舗間の相互利用がしやすくなっている。

## テナント

### 核テナント
- DMMかりゆし水族館
- STEM RESORT（2020年7月開業）
- イオンスタイル[注釈 2]（イオン琉球）
- ロフト
- コジマ×ビックカメラ
- H&M
- ユニクロ
- GU
- PGA TOUR SUPERSTORE
- スーパースポーツゼビオ

### モール専門店
全126店舗（開業時）。イーアス沖縄豊崎 フロアガイド を参照。

### 過去に存在していたテナント
- シューラルー（ファミリー） （2022年08月31日をもって閉店。3Fの区画3190に入居していた）

## アクセス

### バス
- イーアス沖縄豊崎バス停下車
  - 95番・空港あしびなー線（那覇バス）
  - TK02・ウミカジライナー（東京バス）

- 豊崎美らSUNビーチ前バス停下車、徒歩1分
  - 55番・牧港線（琉球バス交通）
  - 56番・浦添線（琉球バス交通）
  - 88番・宜野湾線（琉球バス交通）
  - 98番・琉大線（琉球バス交通）
  - 105番・豊見城市内一周線（琉球バス交通）
  - 256番・浦添てだこ線（琉球バス交通）

なお、あしびなー・イーアス間で無料シャトルバスを運行している。

### 高速道路
- 最寄りインターチェンジ:那覇空港自動車道豊見城・名嘉地インターチェンジ